# Plch japonský
Plch japonský (Glirulus japonicus) je menší hlodavec z čeledi plchovitých, který žije v Japonsku. Je všežravý: jeho hlavní potravou je ovoce, hmyz, bobule nebo ořechy.

## Charakteristika
Tento plch je japonským endemitem. Současně je jediným žijícím druhem rodu Glirulus. Jeho přirozeným prostředím jsou lesy mírného pásma, obvykle od nadmořské výšky 400 do 1800 m, ale jeden exemplář byl chycen až v 2900 m n. m. Obývá spíše stromová stanoviště, aby se vyhnul potravní konkurenci s malou japonskou myšicí polní (Apodemus argenteus). Mezi plchy má zvláštní schopnost běhat velkou rychlostí zavěšený na větvích.
Je rozšířen po většině území Japonska, ale jeho výskyt není příliš častý. Jeho populační hustota se odhaduje na 0,8 jedinců na hektar.
Je aktivní v noci, den přečkává v dutinách stromů nebo v hnízdě ve větvích. To je zvenku pokryto lišejníky a uvnitř obloženo kůrou. V zimě spí v dutinách stromů, dřevěných lidských obydlích nebo v ptačích hnízdech. 
Dožívá se 2–5 let.

### Popis

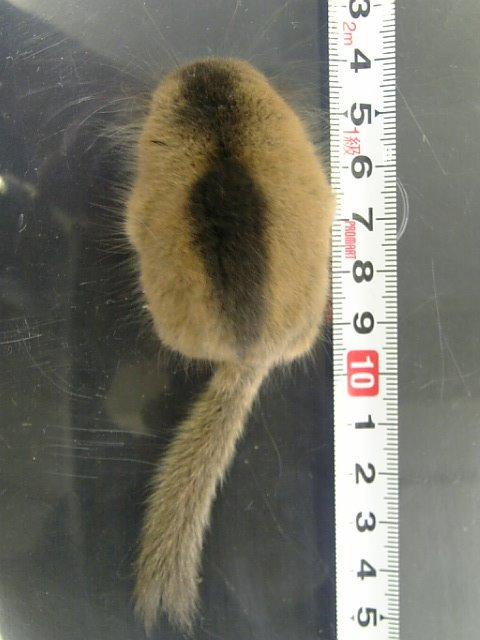
Nepravidelný hřbetní pruh

Plši japonští patří k nejmenším druhům plchů. Vzhledově se podobají veverkám a myším.
Váží 14–40 gramů, jejich tělo je dlouhé 65–80 mm. Ocas je od shora dolů plochý a 40–55 mm dlouhý. Srst je měkká a hustá, olivově hnědá s tmavě hnědým až černým hřbetním pruhem, jehož šíře se mění. Před ušima má chomáč delších tmavých chlupů.

### Potrava
Plši jsou všežravci a jejich jídelníček se skládá převážně z ovoce, bobulí, ořechů a dokonce i z květin. Z živočišné potravy konzumují hmyz (hlavně pavouky), ptačí vejce a mláďata, jiné drobné hlodavce a dokonce i jiné druhy plchů. 

### Rozmnožování
Plch japonský má obvykle 3–5 mláďat (výjimečné až 7). Doba březosti trvá přibližně měsíc a mláďata se rodí v červnu nebo červenci. V případě mláďat nalezených výjimečně v říjnu šlo zřejmě o druhý vrh v roce.

### Stupeň ohrožení

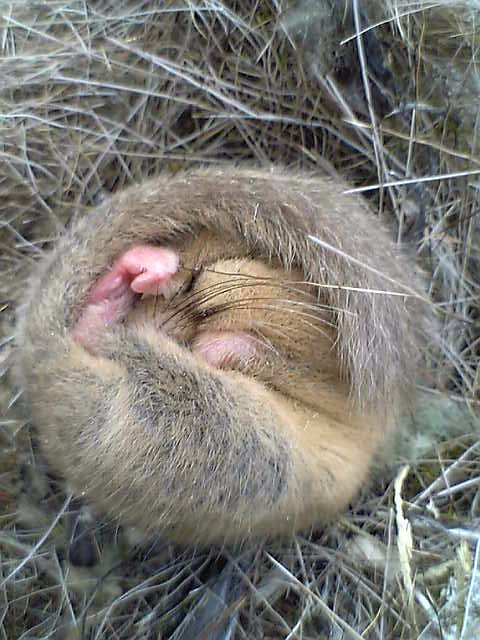
Spící plch

Plch japonský je podle IUCN klasifikován jako málo dotčený druh, protože má poměrně velký areál výskytu. a nejsou známy žádné hlavní hrozby, které by jeho populaci ovlivňovaly.